# Gornji Stanojevići
Gornji Stanojevići är en ort i Bosnien och Hercegovina.   Den ligger i entiteten Federationen Bosnien och Hercegovina, i den södra delen av landet, 80 km sydväst om huvudstaden Sarajevo. Gornji Stanojevići ligger 294 meter över havet och antalet invånare är 110.
Terrängen runt Gornji Stanojevići är huvudsakligen kuperad, men den allra närmaste omgivningen är platt.Runt Gornji Stanojevići är det ganska tätbefolkat, med 80 invånare per kvadratkilometer.. Närmaste större samhälle är Mostar, 19,4 km norr om Gornji Stanojevići. 
Omgivningarna runt Gornji Stanojevići är en mosaik av jordbruksmark och naturlig växtlighet.